# نیروی زمینی امپراتوری روسیه
نیروی زمینی امپراتوری روسیه (به روسی: Ру́сская импера́торская а́рмия) نیروی نظامی زمینی امپراتوری روسیه بود که از سال ۱۷۲۱ تا انقلاب روسیه در سال ۱۹۱۷ فعالیت می‌کرد. اوایل دهه ۱۸۵۰ نیروی زمینی امپراتوری روسیه از بیشتر از ۹۰۰ هزار سرباز دائم و ۲۵۰ هزار سرباز موقت (بیشتر کازاک) تشکیل شده بود.